# (7675) Gorizia
(7675) Gorizia est un astéroïde de la ceinture principale.

## Description
(7675) Gorizia est un astéroïde de la ceinture principale. Il fut découvert le 23 novembre 1995 à Farra d'Isonzo par l'observatoire astronomique de Farra d'Isonzo. Il présente une orbite caractérisée par un demi-grand axe de 2,42 UA, une excentricité de 0,09 et une inclinaison de 4,7° par rapport à l'écliptique.

## Compléments